# 19981 Bialystock
A 19981 Bialystock (ideiglenes jelöléssel 1989 YB6) a Naprendszer kisbolygóövében található aszteroida. Eric Walter Elst fedezte fel 1989. december 29-én.